# Centre de détention d'Argentan
Le centre de détention d'Argentan est un centre de détention français située dans la commune d'Argentan, dans le département de l'Orne et dans la région Normandie.
L'établissement dépend du ressort de la direction interrégionale des services pénitentiaires de Rennes.

## Histoire
Le 6 décembre 2013, une mutinerie éclate et provoque d'importants dégâts matériels.

## Description
L'établissement compte environ 600 détenus.